# Tinu Suresh Desai
Dharmendra "Tinu" Suresh Desai (28 de agosto de 1974) é um diretor de cinema indiano. Tinu Suresh Desai nasceu em 28 de agosto de 1974 em Mumbai Maharashtra, Índia, em uma família de língua Gujarati . Seu nome de nascimento é Dharmendra. Ele é filho do gerente de produção Suresh Desai, conhecido por filmes como Sholay, Shaan e Seeta aur Geeta. Tinu Desai iniciou sua carreira na indústria cinematográfica como assistente de direção no filme Zameer: O Despertar de uma Alma, de 1997, mais tarde trabalhou como assistente-chefe e diretor associado em filmes como Arjun Pandit, Anari No. Em 2016, Desai fez sua estreia na direção com 1920 Londres, estrelado por Sharman Joshi e Meera Chopra .
Tinu Desai é conhecido pelo filme estrelado por Akshay Kumar, Rustom, lançado em 2016, que foi supostamente baseado no processo judicial de 1959 de KM Nanavati v. O filme contou com a participação de Ileana D'Cruz, Arjan Bajwa e Esha Gupta . Em 2016, ele foi felicitado com o Star Screen Award e o ETC Bollywood Business Awards 2016 como "Diretor de estreia mais promissor" por Rustom. Akshay Kumar ganhou seu primeiro Prêmio Nacional de Cinema por Rustom .
Tinu Desai dirigiu Mission Raniganj, um filme de Akshay Kumar e Parineeti Chopra baseado no chefe engenheiro de minas Jaswant Singh Gill, que evacuou 65 mineiros presos em uma mina de carvão inundada em Raniganj, Bengala Ocidental, em 1989.

## Filmografia
| Ano  | Filme                           | Foi diretor | Foi roteirista | Fez outra função            | Notas              | Ref.                               |
| ---- | ------------------------------- | ----------- | -------------- | --------------------------- | ------------------ | ---------------------------------- |
| 1997 | Zameer: The Awakening of a Soul |             |                | Diretor Adjunto Chefe       |                    |                                    |
| 1999 | Anari No. 1                     |             |                | Diretor assistente          |                    |                                    |
| 1999 | Arjun Pandit                    |             |                | Diretor assistente          |                    |                                    |
| 2001 | Dil Ne Phir Yaad Kiya           |             |                | Diretor Adjunto Chefe       |                    |                                    |
| 2004 | Rog Judaayian                   | Sim         |                |                             | Pequeno filme      |                                    |
| 2008 | God Tussi Great Ho              |             |                | Primeiro diretor assistente |                    |                                    |
| 2009 | Life Partner                    |             |                | Primeiro diretor assistente |                    |                                    |
| 2010 | Shaapit                         |             |                | Primeiro diretor assistente |                    |                                    |
| 2011 | Tere Mere Phere                 |             |                | Diretor Adjunto Chefe       |                    |                                    |
| 2012 | Players                         |             |                | Diretor associado           |                    |                                    |
| 2013 | Special 26                      |             |                | Primeiro diretor assistente |                    |                                    |
| 2016 | 1920: London                    | Sim         |                |                             | Estreia na direção |                                    |
| 2016 | Rustom                          | Sim         |                |                             |                    | [ 17 ]                             |
| 2023 | Mission Raniganj                | Sim         |                |                             |                    | [ 18 ] [ 19 ] [ 20 ] [ 21 ] [ 22 ] |

## Prêmios e conquistas
| Ano  | Prêmios                           | Categoria                         | Trabalhar | Resultado |
| ---- | --------------------------------- | --------------------------------- | --- | --------- |
| 2016 | Prêmio Tela Estrela               | Diretor de estreia mais promissor | style="text-align:center;background: #ddffdd;vertical-align: middle; {{{style}}}" class="table-yes2"\| Venceu |           |
| 2016 | Prêmios de Negócios ETC Bollywood | Diretor de estreia mais promissor | style="text-align:center;background: #ddffdd;vertical-align: middle; {{{style}}}" class="table-yes2"\| Venceu |           |